# Schloss Monbrillant

„Das Lustschloss Montbrillant bei Hannover“ um 1850;
kolorierter Stahlstich von Ludwig Rohbock nach Johann Friedrich Lange, Druck und Verlag von Gustav Georg Lange in Darmstadt

Schloss Monbrillant (auch Schloss Montbrillant, Schloss am Sandberge und Mummerjan) war ein königliches Lustschloss aus der ersten Hälfte des 18. Jahrhunderts in Hannover, das zu Kurhannover zählte. Nach dem Abbruch in der Mitte des 19. Jahrhunderts wurde es in der heutigen Stadt Georgsmarienhütte als Wohnhaus für Direktoren des Georgs-Marien-Bergwerks- und Hüttenvereins wieder aufgebaut und 1925 endgültig abgerissen.

## Geschichte

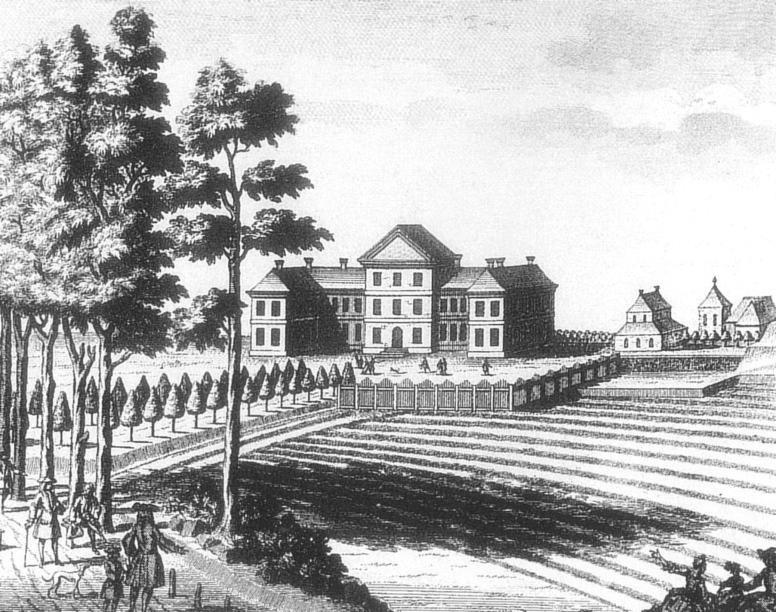
Schloss Montbrillant 1720

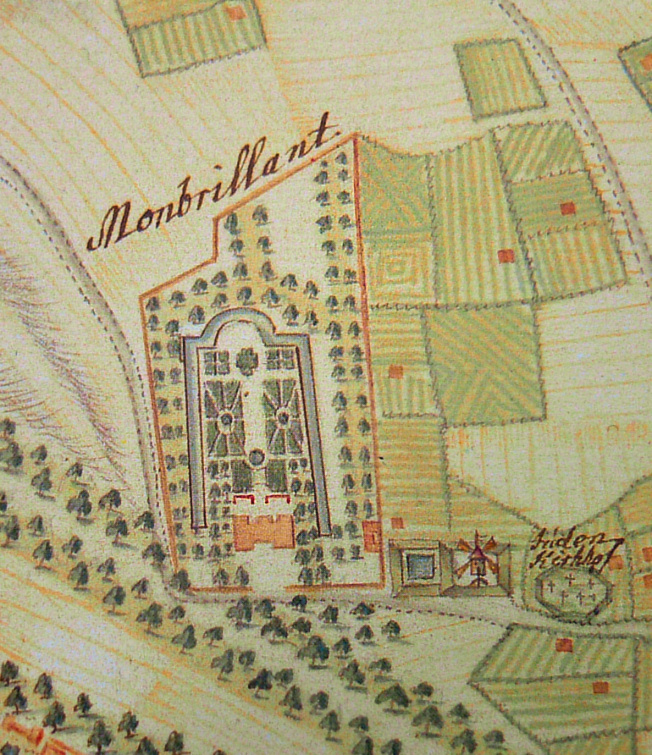
Plan von Schloss und Park 1763 an der Herrenhäuser Allee, rechts der Hügel vom Judenfriedhof an der Oberstraße

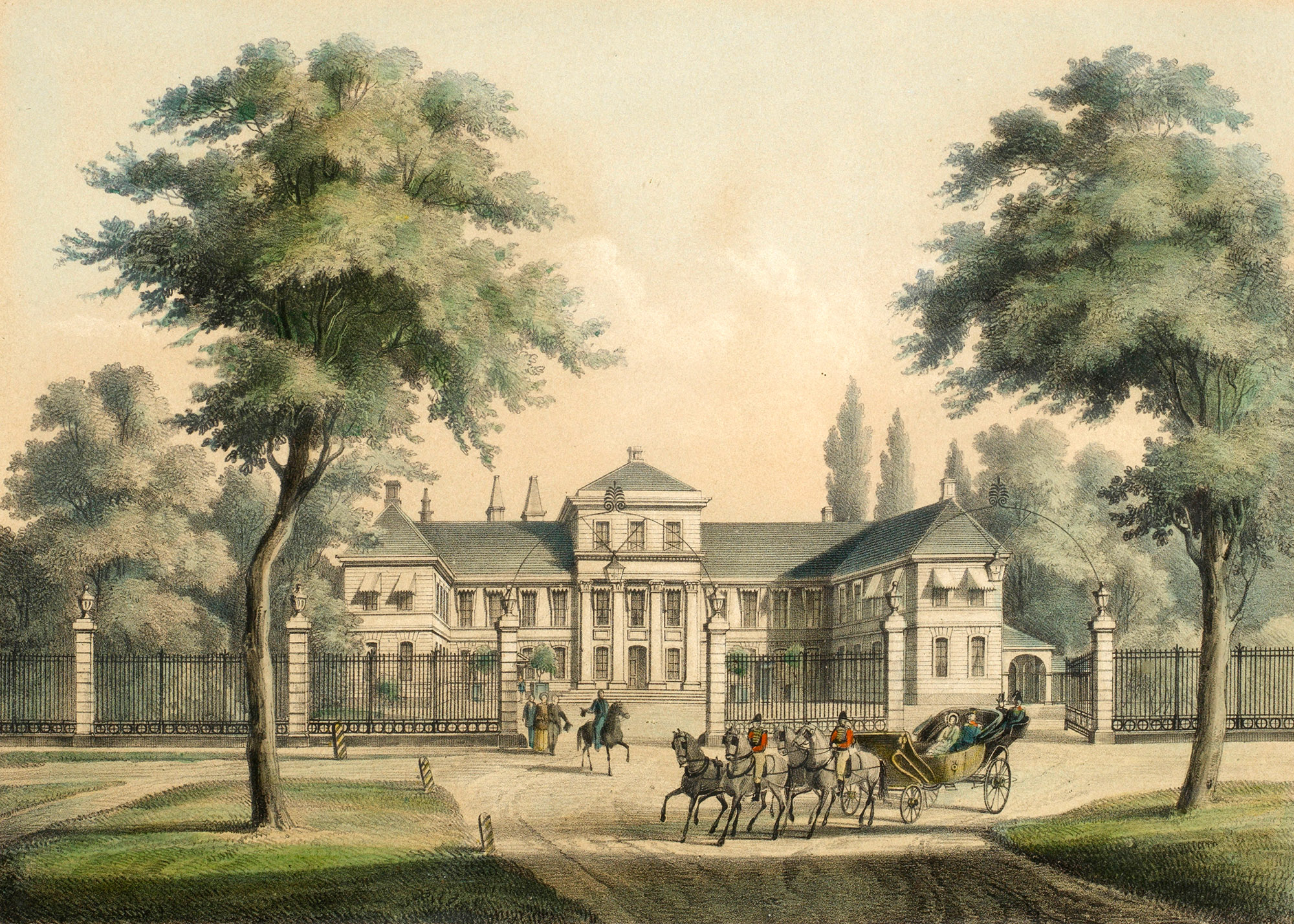
Das Schloss als Lithographie nach Wilhelm Kretschmer

Dank der Gunst König Georgs I. erwarb die Reichsgräfin Sophie von Platen-Hallermund das Gelände des späteren Welfengarten. In ihrem Auftrag entwarf der französische Architekt Louis Remy de la Fosse 1713 das Lustschloss, das zwischen 1717 und 1720 von Johann Christian Böhme auf dem Puttenser Berge erbaut wurde.
Nach dem Tod der Gräfin 1726 kaufte das Welfenhaus das Schloss, das dann als Gästehaus genutzt wurde. Von 1814 bis 1837 diente es Herzog Adolph Friedrich, dem Sohn von König Georg III., als Residenz. Für ihn baute Georg Ludwig Friedrich Laves das Schloss 1816 um. König Ernst August I. und Georg V., letzter König von Hannover, benutzten es als Sommerresidenz. Hier lernte Georg V. am 14. Juli 1839 seine Frau Marie kennen, die damals 21 Jahre alt war.

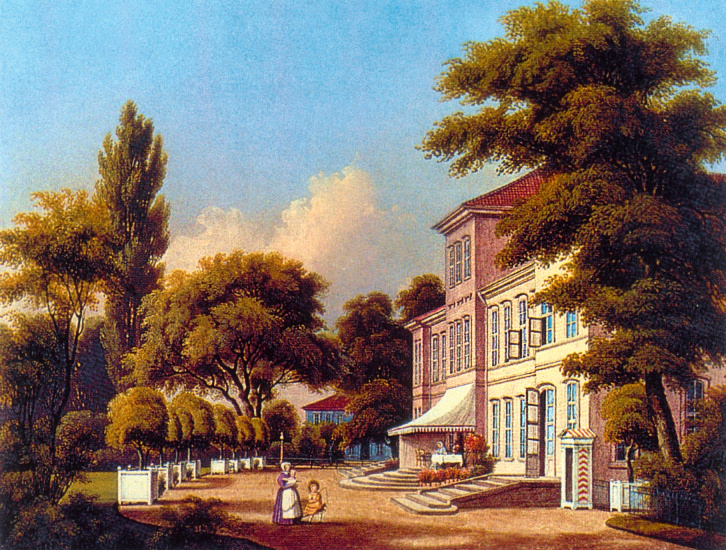
Schloss Montbrillant 1846

Schloss Montbrillant in Georgsmarienhütte vor 1922

1857 wurde das Schloss abgetragen und wich dem als neue Residenz geplanten und bis 1866 in Teilen vollendeten Welfenschloss, heute Sitz der Gottfried Wilhelm Leibniz Universität Hannover.
Gekauft wurde der Abbruch für 5010 Taler vom 1856 mit Unterstützung des von König Georg V. und seiner Frau Marie gegründeten Georgs-Marien-Bergwerks- und Hüttenverein. Er wollte in der Bauerschaft Malbergen bei Osnabrück, heute Teil der Stadt Georgsmarienhütte, ein Hüttenwerk errichten, um das Königreich Hannover von Eisenimporten aus dem Ruhrgebiet und England unabhängig zu machen. Weil in der von Landwirtschaft geprägten Region kein angemessener Wohnraum für die Leitung des Werks zur Verfügung stand, wurde Schloss Monbrillant dort in leicht veränderter Form wieder aufgebaut. Die Bezeichnung Schloss wurde auch für das jetzt von Bürgerlichen bewohnte Gebäude weiter benutzt, die einheimische Bevölkerung nannte es auch Mummerjan. Bewohnt wurde es vom Werksdirektor und Direktoren der Hütte bis 1924. Zeitweilig diente es als Mittelschule.
Als sich das 1923 in den Besitz der Klöckner-Werke übergegangene Hüttenwerk räumlich ausdehnte, wurde das Schloss 1925 endgültig abgerissen. Nur eine Blutbuche blieb am Standort übrig. Sie wurde in den 1950ern gefällt, als dort eine Sinteranlage errichtet wurde. In Georgsmarienhütte erinnert bis heute die Schloßstraße an das frühere Schloss Montbrillant. Die Sandsteine wurden 1935 beim Bau der jetzigen Herz-Jesu-Kirche an der Ulmenstraße verwendet, wo sie z. T. unverputzt heute noch zu sehen sind.